# Wegenstedt
Wegenstedt este o comună din landul Saxonia-Anhalt, Germania.